# Tumanskaja
La Tumanskaja (in russo Туманская?) è un fiume dell'Estremo Oriente russo tributario del Mare di Bering. Scorre nel rajon Anadyrskij del Circondario autonomo della Čukotka. 

## Descrizione
L'alto e medio corso è costituito dal fiume Nygčekveem che scende dai monti Neprochodimyj (una catena che fa parte dei monti dei Coriacchi); alla confluenza con il fiume Majnel'vėgyrgyn prende il nome di Tumanskaja e scorre in direzione nord-orientale attraversando  il bassopiano dell'Anadyr' fino a sfociare nella laguna Tymna (Mare di Bering). Ci sono molti piccoli laghi sparsi lungo la foce; la zona è molto paludosa. La Tumanskaja ha una lunghezza di 61 km, assieme al Nygčekveem misura 268 km. Il suo bacino è di 9 270 km².
Nel bacino del fiume si trova il lago Majnic di origine tettonico-glaciale. Il fiume gela da fine settembre, sino all'inizio di giugno e si libera dal ghiaccio a metà giugno. Non ci sono insediamenti permanenti nel bacino del fiume, il villaggio abbandonato di Tumanskij si trova nel corso inferiore.

## Fauna
Lucci e temoli vivono nella Tumanskaja e nei suoi affluenti; in estate vengono a deporre le uova il salmone keta, il salmone rosa e il salmone rosso.
Nella pianura alluvionale del fiume nidificano, tra gli altri, i seguenti uccelli: passeridi, pernice bianca nordica, gabbiano reale nordico, gavina, sterna artica, piovanello pancianera, falaropo beccosottile, piro-piro del Terek, piro-piro boschereccio, combattente, gambecchio nano e codone comune.